# Токарський Віктор Арсентійович
Ві́ктор Арсе́нтійович Тока́рський (1955—2020) — український зоолог і еколог, фахівець з бабаків, доктор біологічних наук, професор, протягом багатьох років завідувач кафедри зоології та екології тварин Харківського національного університету.
Головний редактор і один з авторів Червоної книги Харківської області (2013), автор монографій «Байбак и другие виды рода сурки» (1997) та «Европейский степной сурок: история и современность» (2011), статей у провідних міжнародних наукових журналах, зокрема у «Ethology Ecology & Evolution»
Був ініціатором створення Дворічанського національного природного парку (2009) та регіонального ландшафтного парку Великобурлуцький степ (2000).
Започаткував святкування Дня бабака в Україні (проводиться на біостанції університету з 2004 року).

## Життєпис
Закінчив Харківський університет у 1981 році. Після закінчення працював інженером біологічної станції університету в селі Гайдари Зміївського району Харківської області. Зібрав на біологічній станції чималу живу колекцію бабаків з усіх куточків Євразії.
У 90-х роках організував степовий стаціонар для проведення навчальної практики та виконання курсових та дипломних робіт у селі Нестерівка Великобурлуцького району Харківської області.
З 1993 року працював на кафедрі зоології та екології хребетних тварин біологічного факультету, викладав загальний курс «Зоологія хребетних тварин», спецкурси «Екологія ссавців», «Теріологія», «Заповідна справа». За період роботи на кафедрі керував 30 дипломниками та трьома аспірантами, двоє з яких успішно закінчили аспірантуру й захистили дисертації.
Був керівником фундаментальної науково-дослідної роботи «Розроблення стратегічних напрямів підтримки біорізноманіття у наземних екосистемах Лівобережної України», головою та активним учасником Харківського теріологічного товариства та членом ради університетської біостанції.
Віктор Токарський пішов із життя 14 лютого 2020 року.